# 네투노
네투노(이탈리아어: Nettuno)는 이탈리아 라치오주 로마현에 위치한 코무네다. 로마로부터 남쪽 60km 거리에 있다. 휴향도시이지 농업 중심지이기도 하다.
도시의 명칭은 로마의 신 넵투누스의 이름에서 유래했다.

## 경제
관광용 항만에 860척의 배가 있고 쇼핑 센터가 있다. 엄청난 규모의 요트 클럽들도 있다.
네누토는 DOC Cacchione 와인의 도시이기도 하다.
이탈리아군의 가장 큰 주둔지중 한 곳이고 이탈리아에서 가장 중요한 경찰 학교가 위치해있다.

## 역사
도시는 라틴인들에 의해 안티움(Antium이라는 이름으로 세워졌다. 이곳은 잘 보존된 역사 지구가 남아있어 오늘날 인기있는 관광지이다. 중세 거리와 작은 광장이 있는 보르고 메디에발레(Borgo Medievale), 1503년에 르네상스시대의 건축가 안토니오 다 산갈로가 지은 포르테 산갈로(Forte Sangallo) 성이 있다.
마리아 고레티의 유행가 안치되어있는 크립트가 있어 마리아 고레티의 성지 순례를 하러가는 중요한 중심지이기도 하다. 성당에서는 매우 귀중한 다색화 마리아 목제 조각상이 있으며, 매년 5월 첫 번째 토요일에 그 조각상과 함께 행렬을 한다.

## 자매 도시
- 아디
- 트라운로이트
- 방돌
- 클리블랜드, USA[1]
- 베어